# Макколл, Шон

## Биография
Шон Мак-Колл родился 3 сентября 1987 года в Ванкувере, Канада. На данный момент проживает в Шамбери, Франция. В последние несколько лет он путешествует по миру и участвует в соревнованиях.

## Чемпионаты мира по скалолазанию
Юношеские
Сложность: Золото в 2004 и 2006 годах.
Скорость: Золото в 2006 году.
Взрослые
Троеборье: Золото в 2012, 2014 и 2016 годах.